# Copa de Alemania 1961
La Copa de Alemania de 1961 fue la 18.ª edición anual del torneo de copa de fútbol de Alemania Federal que se jugó del 28 de julio al 13 de setiembre de 1961 y que contó con la participación de 16 equipos.
El SV Werder Bremen venció al 1. FC  Kaiserslautern en la final que se jugó en el Glückauf-Kampfbahn para ser campeón de la copa nacional por primera vez.

## Resultados
|  | Octavos de final        | Octavos de final     |                      |          | Cuartos de final | Cuartos de final |  |  | Semifinales  | Semifinales  |  |  | Final            | Final            |
|  | 28-29 de julio          | 28-29 de julio       |                      |          | 16 de agosto     | 16 de agosto     |  |  | 23 de agosto | 23 de agosto |  |  | 13 de septiembre | 13 de septiembre |
|  |                         |                      |                      |          |                  |                  |  |  |              |              |  |  |                  |                  |
|  |                         |                      |                      |          |                  |                  |  |  |              |              |  |  |                  |                  |
|  |                         |                      |                      |          |                  |                  |  |  |              |              |  |  |                  |                  |
|  | Eintracht Frankfurt     | 2                    |                      |          |                  |                  |  |  |              |              |  |  |                  |                  |
|  | Eintracht Frankfurt     | 2                    |                      |          |                  |                  |  |  |              |              |  |  |                  |                  |
|  | 1.FC Köln               | 3 (t.e.)             |                      |          |                  |                  |  |  |              |              |  |  |                  |                  |
|  | 1.FC Köln               | 3 (t.e.)             | SV Werder Bremen     | 3        |                  |                  |  |  |              |              |  |  |                  |                  |
|  |                         |                      |                      | 3        |                  |                  |  |  |              |              |  |  |                  |                  |
|  |                         | 1. FC Köln           | 2                    |          |                  |                  |  |  |              |              |  |  |                  |                  |
|  | 1. FC Saarbrücken       | 1. FC Köln           | 2                    | 0        |                  |                  |  |  |              |              |  |  |                  |                  |
|  | 1. FC Saarbrücken       |                      |                      | 0        |                  |                  |  |  |              |              |  |  |                  |                  |
|  | SV Werder Bremen        | 1                    |                      |          |                  |                  |  |  |              |              |  |  |                  |                  |
|  | SV Werder Bremen        | 1                    | SV Werder Bremen     | 3 (t.e.) |                  |                  |  |  |              |              |  |  |                  |                  |
|  |                         |                      |                      | 3 (t.e.) |                  |                  |  |  |              |              |  |  |                  |                  |
|  |                         | Karlsruher SC        | 2                    |          |                  |                  |  |  |              |              |  |  |                  |                  |
|  | Karlsruher SC           | Karlsruher SC        | 2                    | 7        |                  |                  |  |  |              |              |  |  |                  |                  |
|  | Karlsruher SC           |                      |                      | 7        |                  |                  |  |  |              |              |  |  |                  |                  |
|  | Wuppertaler SV Borussia | 2                    |                      |          |                  |                  |  |  |              |              |  |  |                  |                  |
|  | Wuppertaler SV Borussia | 2                    | VfB Stuttgart        | 0        |                  |                  |  |  |              |              |  |  |                  |                  |
|  |                         |                      |                      | 0        |                  |                  |  |  |              |              |  |  |                  |                  |
|  |                         | Karlsruher SC        | 1                    |          |                  |                  |  |  |              |              |  |  |                  |                  |
|  | VfV Hildesheim          | Karlsruher SC        | 1                    | 1        |                  |                  |  |  |              |              |  |  |                  |                  |
|  | VfV Hildesheim          |                      |                      | 1        |                  |                  |  |  |              |              |  |  |                  |                  |
|  | VfB Stuttgart           | 2                    |                      |          |                  |                  |  |  |              |              |  |  |                  |                  |
|  | VfB Stuttgart           | 2                    | SV Werder Bremen     | 2        |                  |                  |  |  |              |              |  |  |                  |                  |
|  |                         |                      |                      | 2        |                  |                  |  |  |              |              |  |  |                  |                  |
|  |                         | 1. FC Kaiserslautern | 0                    |          |                  |                  |  |  |              |              |  |  |                  |                  |
|  | SF Hamborn 07           | 1. FC Kaiserslautern | 0                    | 3        |                  |                  |  |  |              |              |  |  |                  |                  |
|  | SF Hamborn 07           |                      |                      | 3        |                  |                  |  |  |              |              |  |  |                  |                  |
|  | Waldhof Mannheim        | 1                    |                      |          |                  |                  |  |  |              |              |  |  |                  |                  |
|  | Waldhof Mannheim        | 1                    | SF Hamborn 07        | 3 (t.e)  |                  |                  |  |  |              |              |  |  |                  |                  |
|  |                         |                      |                      | 3 (t.e)  |                  |                  |  |  |              |              |  |  |                  |                  |
|  |                         | FK Pirmasens         | 2                    |          |                  |                  |  |  |              |              |  |  |                  |                  |
|  | FK Pirmasens            | FK Pirmasens         | 2                    | 3        |                  |                  |  |  |              |              |  |  |                  |                  |
|  | FK Pirmasens            |                      |                      | 3        |                  |                  |  |  |              |              |  |  |                  |                  |
|  | VfL Bochum              | 2                    |                      |          |                  |                  |  |  |              |              |  |  |                  |                  |
|  | VfL Bochum              | 2                    | SF Hamborn 07        | 1        |                  |                  |  |  |              |              |  |  |                  |                  |
|  |                         |                      |                      | 1        |                  |                  |  |  |              |              |  |  |                  |                  |
|  |                         | 1. FC Kaiserslautern | 2                    |          |                  |                  |  |  |              |              |  |  |                  |                  |
|  | 1. FC Kaiserslautern    | 1. FC Kaiserslautern | 2                    | 2        |                  |                  |  |  |              |              |  |  |                  |                  |
|  | 1. FC Kaiserslautern    |                      |                      | 2        |                  |                  |  |  |              |              |  |  |                  |                  |
|  | Heider SV 1925          | 0                    |                      |          |                  |                  |  |  |              |              |  |  |                  |                  |
|  | Heider SV 1925          | 0                    | 1. FC Kaiserslautern | 2 (t.e.) |                  |                  |  |  |              |              |  |  |                  |                  |
|  |                         |                      |                      | 2 (t.e.) |                  |                  |  |  |              |              |  |  |                  |                  |
|  |                         | Tasmania Berlin      | 1                    |          |                  |                  |  |  |              |              |  |  |                  |                  |
|  | Tasmania Berlin         | Tasmania Berlin      | 1                    | 4        |                  |                  |  |  |              |              |  |  |                  |                  |
|  | Tasmania Berlin         |                      |                      | 4        |                  |                  |  |  |              |              |  |  |                  |                  |
|  | Altonaer FC 93          | 1                    |                      |          |                  |                  |  |  |              |              |  |  |                  |                  |
|  | Altonaer FC 93          | 1                    |                      |          |                  |                  |  |  |              |              |  |  |                  |                  |

### Primera Ronda
| 28-7-1961 | Eintracht Frankfurt  | 2 – 3 (t. s.) | 1. FC Köln                    | Waldstadion, Frankfurt                               |                                                      |
|           | Stein 10' · Horn 44' | Reporte       | Schäfer 69' 70' · Müller 102' | Asistencia: 12.000 espectadores Árbitro(s): Deuschel | Asistencia: 12.000 espectadores Árbitro(s): Deuschel |

| 29-7-1961 | 1. FC Saarbrücken | 0 – 1   | SV Werder Bremen | Ludwigsparkstadion, Saarbrücken                   |                                                   |
|           |                   | Reporte | Schröder 34'     | Asistencia: 5.000 espectadores Árbitro(s): Leidag | Asistencia: 5.000 espectadores Árbitro(s): Leidag |

| 29-7-1961 | Tasmania Berlin                                   | 4 – 1   | Altonaer FC 93 | Olympiastadion, Berlin                           |                                                  |
|           | Schlichting 29' 65' · Rosenfeldt 79' · Bäsler 85' | Reporte | Kurth 39'      | Asistencia: 4.000 espectadores Árbitro(s): Hense | Asistencia: 4.000 espectadores Árbitro(s): Hense |

| 29-7-1961 | VfV Hildesheim | 1 – 2   | VfB Stuttgart          | Friedrich-Ebert-Stadion, Hildesheim                  |                                                      |
|           | Klose 80'      | Reporte | Geiger 33' · Weise 76' | Asistencia: 7.000 espectadores Árbitro(s): Ternieden | Asistencia: 7.000 espectadores Árbitro(s): Ternieden |

| 29-7-1961 | FK Pirmasens                      | 3 – 2   | VfL Bochum                   | Stadion an der Zweibrücker Straße, Pirmasens        |                                                     |
|           | Kapitulski 2' · Matischak 17' 89' | Reporte | Backhaus 9' · Kurtenbach 22' | Asistencia: 2.500 espectadores Árbitro(s): Matelski | Asistencia: 2.500 espectadores Árbitro(s): Matelski |

| 29-7-1961 | SF Hamborn 07      | 3 – 1   | SV Waldhof Mannheim | August-Thyssen-Stadion, Duisburg                   |                                                    |
|           | Häfner 13' 50' 68' | Reporte | Schöttle 37'        | Asistencia: 7.500 espectadores Árbitro(s): Spiewak | Asistencia: 7.500 espectadores Árbitro(s): Spiewak |

| 29-7-1961 | 1. FC Kaiserslautern           | 2 – 0   | Heider SV 1925 | Betzenbergstadion, Kaiserslautern                    |                                                      |
|           | Settelmeyer 20' · Liebrich 71' | Reporte |                | Asistencia: 1.500 espectadores Árbitro(s): Schornich | Asistencia: 1.500 espectadores Árbitro(s): Schornich |

| 29-7-1961 | Karlsruher SC                                                                 | 7 – 2   | Wuppertaler SV Borussia | Wildparkstadion, Karlsruhe                           |                                                      |
|           | Herrmann 6' 31' · Schwall 25' · Reitgaßl 34' 80' · Wischnowsky 68' · Marx 74' | Reporte | Schulz 5' · Sauer 13'   | Asistencia: 5.000 espectadores Árbitro(s): Ommerborn | Asistencia: 5.000 espectadores Árbitro(s): Ommerborn |

### Cuartos de final
| 16-8-1961 | SV Werder Bremen         | 3 – 2   | 1. FC Köln              | Weserstadion, Bremen                                  |                                                       |
|           | Hänel 14' 44' pen.' (88) | Reporte | Thielen 64' · Habig 65' | Asistencia: 15.000 espectadores Árbitro(s): Kreitlein | Asistencia: 15.000 espectadores Árbitro(s): Kreitlein |

| 16-8-1961 | VfB Stuttgart | 0 – 1   | Karlsruher SC | Neckarstadion, Stuttgart                                |                                                         |
|           |               | Reporte | Marx 28'      | Asistencia: 15.000 espectadores Árbitro(s): Kandlbinder | Asistencia: 15.000 espectadores Árbitro(s): Kandlbinder |

| 16-8-1961 | SF Hamborn 07                        | 3 – 2 (t. s.) | FK Pirmasens              | August-Thyssen-Stadion, Duisburg                       |                                                        |
|           | Schwikart 2' · Jesih 61' · Plich 91' | Reporte       | Kapitulski 24' 35' (pen.) | Asistencia: 11.000 espectadores Árbitro(s): Handwerker | Asistencia: 11.000 espectadores Árbitro(s): Handwerker |

| 16-8-1961 | 1. FC Kaiserslautern        | 2 – 1 (t. s.) | Tasmania Berlin      | Betzenbergstadion, Kaiserslautern                   |                                                     |
|           | Kasperski 34' · Richter 94' | Reporte       | Schneider 52' (a.g.) | Asistencia: 4.000 espectadores Árbitro(s): Eisemann | Asistencia: 4.000 espectadores Árbitro(s): Eisemann |

### Semifinales
| 23-8-1961 | SF Hamborn 07 | 1 – 2   | 1. FC Kaiserslautern | August-Thyssen-Stadion, Duisburg                       |                                                        |
|           | Schwikart 70' | Reporte | Horn 59' · Bauer 81' | Asistencia: 18.000 espectadores Árbitro(s): Zimmermann | Asistencia: 18.000 espectadores Árbitro(s): Zimmermann |

| 23-8-1961 | SV Werder Bremen                       | 3 – 2 (t. s.) | Karlsruher SC                | Weserstadion, Bremen                                  |                                                       |
|           | Soya 29' · Wilmovius 83' · Schütz 100' | Reporte       | Nedoschil 19' · Reitgaßl 72' | Asistencia: 32.000 espectadores Árbitro(s): Schornich | Asistencia: 32.000 espectadores Árbitro(s): Schornich |

### Final
| 13 de septiembre de 1961 | Werder Bremen                | 2–0     | 1. FC Kaiserslautern | Glückauf-Kampfbahn, Gelsenkirchen                   |                                                     |
|                          | Schröder 10' · Jagielski 52' | Reporte |                      | Asistencia: 18,000 espectadores Árbitro(s): Sparing | Asistencia: 18,000 espectadores Árbitro(s): Sparing |

| Werder Bremen | 1. FC Kaiserslautern |

| ARQ           |  | Heinrich Kokartis |
| DEF           |  | Sepp Piontek      |
| DEF           |  | Walter Nachtwey   |
| MED           |  | Helmut Schimeczek |
| MED           |  | Arnold Schütz     |
| MED           |  | Helmut Jagielski  |
| DEL           |  | Günter Wilmovius  |
| DEL           |  | Willi Schröder    |
| DEL           |  | Horst Barth       |
| DEL           |  | Willi Soya        |
| DEL           |  | Klaus Hänel       |
| Entrenador:   |  |                   |
| Georg Knöpfle |  |                   |

| ARQ            |  | Wolfgang Schnarr    |
| DEF            |  | Jürgen Neumann      |
| DEF            |  | Gerhard Miksa       |
| MED            |  | Gerd Schneider      |
| MED            |  | Werner Liebrich     |
| MED            |  | Dieter Pulter       |
| DEL            |  | Manfred Feldmüller  |
| DEL            |  | Heinrich Bauer      |
| DEL            |  | Winfried Richter    |
| DEL            |  | Gerhard Settelmeyer |
| DEL            |  | Günther Kasperski   |
| Entrenador:    |  |                     |
| Günter Brocker |  |                     |